# Оберрід (Баден-Вюртемберг)
Оберрід (нім. Oberried) — громада в Німеччині, знаходиться в землі Баден-Вюртемберг. Підпорядковується адміністративному округу Фрайбург. Входить до складу району Брайсгау-Верхній Шварцвальд.
Площа — 66,32 км2. Населення становить 2868 ос. (станом на 31 грудня 2020).